# Gloria Pérez-Salmerón
Glòria Pérez-Salmerón, née le 5 avril 1958 à Barcelone, est une bibliothécaire espagnole. Elle est le présidente de Stichting IFLA Global Libraries depuis le 30 août 2019. Elle a été directrice de la Bibliothèque nationale d'Espagne (BNE) de 2010 à 2013. En 2017, elle a été le présidente 2014-2018 de la FESABID (es) et présidente-élue de l'IFLA.

## Études
Née à Barcelone en 1958, Glòria Pérez-Salmerón a obtenu son diplôme en documentation à l’Escola Universitaria Jordi Rubió i Balaguer à Barcelone et dispose d'un diplôme de troisième cycle en bibliothéconomie de la faculté de bibliothéconomie et des sciences de l'information de l'université de Barcelone. Elle a également été diplômée en « gestion de Bibliothèque » à l'université Pompeu Fabra de Barcelone et en « gouvernement et gestion publique dans la société de l'information : l'administration électronique » à l'université Pompeu Fabra et à l'Escola d’Administració Pública de Catalunya.

## Carrière
Glòria Pérez-Salmerón fut la première directrice, entre 1992 et 2001, de la bibliothèque centrale Casacuberta de Badalone. Elle a également été coordinatrice des bibliothèques dans le nord de la municipalité de Barcelone et déléguée à l'UNET (Réseau des bibliothèques modèles de l'UNESCO).
Entre 2001 et 2005, elle a été nommée directrice technique du réseau des bibliothèques municipales de la Diputació de Barcelone. En 2005, elle devient responsable de la bibliothèque du service de coopération du Ministère de la Culture et des Médias de la Généralité de Catalogne, à partir de laquelle elle a coordonné le système des bibliothèques de Catalogne.
En 2008, elle a été élue présidente de la fédération espagnole des Sociétés d'Archiviste, de Bibliothécaires, de Documentalistes et de la Muséologie (FESABID), fonction qu'elle a exercée jusqu'en septembre 2010, alors qu'elle était à la tête du bureau de l'Assistance à l'Administration Électronique de la Province de Barcelone. Elle y fut responsable, entre autres, du registre municipal des 268 municipalités de la province de Barcelone, de l'adaptation de la Loi de Protection des Données, du développement technologique des Bureaux d'attention à la citoyenneté (OAC) ainsi que de la conception et de la maintenance des sites web des municipalités de la province de Barcelone.
Glòria Pérez-Salmerón est également vice-Présidente de l'European Bureau of Library, Information and Documentation Associations (EBLIDA) et membre du comité de direction de The European Library (TEL).
En juillet 2010, elle a été élue directrice de la Bibliothèque nationale d'Espagne sur proposition du ministre de la Culture Ángeles González-Sinde après consultation du Conseil d'administration de la Bibliothèque Nationale. Ángeles González-Sinde a souligné son expérience dans des projets de numérisation et a déclaré qu'elle était la personne idéale pour la Bibliothèque pour « la transition de l'analogique vers le numérique ».
En tant que directrice de la BNE, Glòria Pérez-Salmerón a élaboré et dirigé entre 2011 et 2012 le programme de la célébration du tricentenaire de l'institution, programme consacré principalement u rapprochement entre la BNE et les citoyens. Pendant son mandat de directrice, elle a également dirigé la rédaction de la loi 23/2011 du 29 juillet 2011 sur le dépôt légal,. Enfin, elle a élaboré l'arrêté royal sur le dépôt légal numérique et la création du répertoire national sur ce dépôt.
Glòria Pérez-Salmerón a engagé un plan stratégique triennal 2012-2014 fondé sur quatre valeurs principales : la qualité, l'austérité, la cohérence et la durabilité.
Sous la direction de Gloria Pérez-Salmerón, la BNE a élaboré un projet de numérisation systématique de ses collections grâce à un accord de partenariat avec Telefónica. Ce projet prévoyait la numérisation de 200 000 livres entre 2008 et 2012. Durant ces années, le projet de la Bibliothèque Numérique Ibérico-Américaine (BDPI) a mûri, pour finalement devenir réalité en octobre 2012 lors de l'assemblée générale de l'association des Bibliothèques nationales ibéro-américaines (ABINIA), avec la création d'un portail d'accès aux collections des bibliothèques numériques américaines.
Fin 2011, la BNE a intégré la Bibliothèque Numérique Mondiale en y versant certaines des œuvres les plus importantes de ses collections. Glòria Pérez-Salmerón a mis en place l'intranet BNE 2.0 comme outil de communication horizontal, ouvert les activités du musée de la bibliothèque, et favorisé l'amélioration de la présence de la BNE sur Internet via son site web et les médias sociaux.
Avec son équipe, Glòria Pérez-Salmerón a travaillé à la réalisation d'un statut propre de la bibliothèque, ce qui a facilité son autonomie en matière de gestion et a renforcé sa capacité de leadership au niveau mondial.
En janvier 2012, le nouveau gouvernement espagnol a confirmé Glòria Pérez-Salmerón dans sa fonction de directrice de la Bibliothèque nationale d'Espagne. Il a été mis fin à ses fonctions le 18 février 2013.
En 2017, Glòria Pérez-Salmerón est présidente de la Fédération espagnole des Sociétés d'Archiviste, de Bibliothécaires, de Documentalistes et de la Muséologie (FESABID), membre du Comité Exécutif et vice-présidente d'EBLIDA. Membre du Conseil d'administration de l'IFLA, elle est présidente-élue de cette organisation depuis le mois d'août 2015 avant de prendre ses fonctions de présidente en août 2017 pour un mandat de deux ans.
Glòria Pérez-Salmerón reçoit en 2023 la Médaille d'or du mérite des beaux-arts, décernée par le Ministère de l'Éducation, de la Culture et des Sports espagnol.

## Œuvres choisies
- Amorós-Fontanals, J., Ontalba-Ruipérez, J., & Pérez-Salmerón, G. La intervenció de la biblioteca pública a Catalunya en les polítiques locals d’informació, 1999. En Item : Revista de biblioteconomia i documentació. COBDC p. 35–60.
- Amorós-Fontanals, J., Ontalba-Ruipérez, J., & Pérez-Salmerón, G. La información local o comunitaria en los servicios de información de las bibliotecas públicas, 2000. En BiD : textos universitaris de biblioteconomia i documentació. Facultat de Biblioteconomia i Documentació. Universidad de Barcelona.
- Pérez-Salmerón, G. "Leer en digital en las nuevas bibliotecas del siglo XXI." En El copyright en cuestión - Diálogos sobre propiedad intelectual, 2011. J. Torres Ripa y J. A. Gómez Hernández (coords.), Bilbao, p. 137–142.
- Gibert Riba, E.; Mulé Cardona, N.; Pérez-Salmerón, G. "Selección y acceso de recursos electrónicos en la Xarxa de Biblioteques Municipals de la provincia de Barcelona". En: Congreso Nacional de Bibliotecas Públicas, 2004, Salamanca, p. 395–402.
- Maniega-Legarda, D., Pérez-Salmerón, G., & Guerrero-Torres, Y. “El Portal de Biblioteques de la Generalitat de Catalunya: un proyecto para los ciudadanos y los profesionales de la biblioteca pública, 2008”. En El profesional de la información. EPI SCP, Barcelona, p. 183–187.
- Pérez-Salmerón, G. “2.0 integral dentro y fuera de la Biblioteca Nacional de España”.Anuario ThinkEPI, 2011, v. 5, p. 11–12.
- Pérez-Salmerón, G. “Biblioteca pública y accesibilidad”. En Educación y biblioteca, 2003.
- Pérez-Salmerón, G. "Algunas propuestas para propulsar la Administración en línea. La biblioteca pública como portal de acceso al e-government." En: El profesional de la información 12.3 (2003): 226-230.
- Pérez-Salmerón, G. “BNE 2.0” I Seminario Internacional de la Biblioteca de Galicia. Bibliotecas digitales. 7 abril 2011.
- Pérez-Salmerón, G. "La Biblioteca Digital de Catalunya, Una aproximació des de la biblioteca pública." En Bibliodoc (2006): 71-100.
- Pérez-Salmerón, G. "La CEPSE, Central de Préstamo y Servicios Especiales de la Generalitat de Cataluña". En: Correo Bibliotecario No 98. octubre 2007.
- Pérez-Salmerón, G; Rivera, E.: "Administración en línea: el sistema de adquisición bibliotecaria". En: Congreso Nacional de Bibliotecas Públicas. Murcia, 2006. p. 472–484.
- Pérez-Salmerón, G.. “Selección cooperativa de webs del Servicio de Bibliotecas de la Diputación de Barcelona”. En: Correo Bibliotecario No 76 julio-agosto 2004.
- Pérez-Salmerón, G. The Spanish BNE project with Telefónica. XII Jornadas Españolas de Documentación. Malága 27 mayo 2011.
- Pérez-Salmerón, G. "Todo el saber en el bolsillo”. El País (7 de diciembre de 2010).
- Pérez-Salmerón, G. “Yo biblioteca, tú biblioteca, él biblioteca.” Huelva, 16 de junio de 2011.
- Pérez-Salmerón, G. “La BNE a l’abast de tothom:estratègies per aconseguir-ho” UB Facultat de Biblioteconomia i Documentació Barcelona. 30 de mayo 2011.